# Liste der Kulturdenkmale in Wrist
In der Liste der Kulturdenkmale in Wrist sind alle Kulturdenkmale der schleswig-holsteinischen Gemeinde Wrist (Kreis Steinburg) und ihrer Ortsteile aufgelistet (Stand: 14. April 2025).

## Legende
In den Spalten befinden sich folgende Informationen:
- Objekt-ID: die Nummer des Kulturdenkmales
- Lage: die Adresse des Kulturdenkmales und die geographischen Koordinaten. Kartenansicht, um Koordinaten zu setzen. In der Kartenansicht sind Kulturdenkmale ohne Koordinaten mit einem roten Marker dargestellt und können in der Karte gesetzt werden. Kulturdenkmale ohne Bild sind mit einem blauen Marker gekennzeichnet, Kulturdenkmale mit Bild mit einem grünen Marker.
- Offizielle Bezeichnung: Bezeichnung des Kulturdenkmales
- Beschreibung: die Beschreibung des Kulturdenkmales
- Bild: ein Bild des Kulturdenkmales

## Sachgesamtheiten
| Objekt-ID      | Lage                                                                        | Offizielle Bezeichnung | Beschreibung | Bild                             |
| -------------- | --------------------------------------------------------------------------- | ---------------------- | --- | -------------------------------- |
| 41063 Wikidata | Stellauer Kirchenweg 13, Stellauer Kirchenweg (53° 55′ 44″ N, 9° 43′ 36″ O) | Kirche Stellau         | Aktualisierung vorgesehen - Begründung: geschichtlich, künstlerisch, städtebaulich, Kulturlandschaft prägend - Schutzumfang: Kirche mit Ausstattung, Glockenstuhl, Kirchhof, Grabmale bis 1870 (Stellauer Kirchenweg); Altes Pastorat (Stellauer Kirchenweg 13) | weitere Fotos \| Fotos hochladen |

## Bauliche Anlagen
| Objekt-ID      | Lage                                                  | Offizielle Bezeichnung         | Beschreibung | Bild                             |
| -------------- | ----------------------------------------------------- | ------------------------------ | --- | -------------------------------- |
| 22831 Wikidata | Hauptstraße 1 (53° 55′ 54″ N, 9° 44′ 53″ O)           | Bahnhof                        | Bahnhof; 1. Viertel 20. Jahrhundert; eingeschossiger Ziegelbau über hohem Sockel mit Schweifgiebeln in schlichten Jugendstilformen unter Walmdach, rückwärtig polygonaler Treppenturm mit Zwiebeldach - Schutzumfang: gesamtes Äußeres - Begründung: Geschichtlich, Künstlerisch, Städtebaulich | weitere Fotos \| Fotos hochladen |
| 1535 Wikidata  | Stellauer Kirchenweg 13 (53° 55′ 44″ N, 9° 43′ 36″ O) | Kirche Stellau mit Ausstattung | Die Kirche ist ein turmloser, einschiffiger Feldsteinbau. Die Feldsteine sind mit Gips vom Kalkberg in Segeberg vermauert. Stilistisch zeigt das Bauwerk sowohl romanische Elemente (die rundbogigen Fenster), als auch gotische (der rundspitze Chorbogen). Zum Ensemble gehören ferner das alte reetgedeckte Pastorat von 1706, das neue klassizistische Pastorat von 1858 und ein freistehender Glockenstuhl mit verbrettertem Gehäuse von 1851. Alteintragung (Aktualisierung vorgesehen) - Begründung: geschichtlich, künstlerisch, städtebaulich - Schutzumfang: Kirche mit Ausstattung, Glockenstuhl - Denkmaltyp: Bauliche Anlage, Sachgesamtheit: Kirche Stellau | weitere Fotos \| Fotos hochladen |
| 5158 Wikidata  | Stellauer Kirchenweg 13 (53° 55′ 43″ N, 9° 43′ 34″ O) | Altes Pastorat                 | Pastorat von 1706; Alteintragung (Aktualisierung vorgesehen) - Begründung: geschichtlich, städtebaulich - Schutzumfang: Alteintragung (Aktualisierung vorgesehen) - Denkmaltyp: Bauliche Anlage, Sachgesamtheit: Kirche Stellau | BW                               |

## Gründenkmale
| Objekt-ID      | Lage                                               | Offizielle Bezeichnung | Beschreibung | Bild            |
| -------------- | -------------------------------------------------- | ---------------------- | --- | --------------- |
| 19679 Wikidata | Stellauer Kirchenweg (53° 55′ 43″ N, 9° 43′ 39″ O) | Kirchhof               | Alteintragung (Aktualisierung vorgesehen) - Begründung: geschichtlich, Kulturlandschaft prägend - Schutzumfang: Kirchhof, Grabmale bis 1870 - Denkmaltyp: Gründenkmal, Sachgesamtheit: Kirche Stellau | Fotos hochladen |

## Quelle
- Liste der Kulturdenkmale in Schleswig-Holstein – Kreis Steinburg

- Karte mit allen Koordinaten:
- OSM |
- WikiMap